# Creu de terme de Gratapalles
La Creu de terme de Gratapalles és una obra de Verdú (Urgell) inclosa a l'Inventari del Patrimoni Arquitectònic de Catalunya.

## Descripció
És una creu ubicada a l'entrecreuament de dos camins a dos quilòmetres al migdia de la vila. És un exemple típic de creu commemoratiu, ja que va ser erigida arran d'un fet popular. Damunt de tres graons arrenca un sòcol damunt del qual se situa un fust de perfil cilíndric. El capitell superior és sisavat i llis en decoració. El capitell original tenia, en quatre de les seves cares, els relleus escultòrics de Sant Pau, Sant Pere, un personatge agenollat que ben bé podria ser el comitent de l'obra i una altra figura no identificada. Finalment, la creu superior és de tipologia llatina i de braços completament rectilinis.

## Història
Creu erigida, segons expliquen les veus del poble, arran de la salvació d'un jove soldat que es va resguardar dels enemics en uns matolls d'aquell entrecreuament de camins durant la guerra Civil. En aquells moments va prometre que si se salvava, faria alçar una creu de terme allà mateix. Plantada damunt de tres esglaons de basament on hi trobem la inscripció: A 1 S I 3 DE MARS I b H M r d GRATPIES"